# Parafia św. Faustyny Kowalskiej w Bydgoszczy
Parafia św. Faustyny Kowalskiej w Bydgoszczy – rzymskokatolicka parafia w Bydgoszczy, erygowana 5 października 2017 roku. Należy do dekanatu Bydgoszcz V. Jest to pierwsza parafia pod tym wezwaniem w diecezji bydgoskiej.

## Proboszczowie
- ks. Krzysztof Kozłowski (2017–2023)[1]
- ks. por. Marek Januchowski (od 2023)[2]